# Drivers License
‘drivers license’는 미국의 가수 올리비아 로드리고의 노래이다. 2021년 1월 8일 게펀 레코드를 통해 이후 발표할 첫 EP의 리드 싱글이자 첫 싱글로 발매하였다. 로드리고는 댄 니그로와 함께 노래의 작곡과 작사를 하였으며, 후자는 프로듀싱을 맡았다. 가사에서는 이별 후 운전 면허를 딴 주인공이 가슴앓이를 하는 이야기를 담고 있으며, 음악적으로는 베드룸 팝, 인디 팝, 파워 팝의 영향을 받은 분위기 있는 파워 발라드 장르의 곡이다. 또한 미니멀한 프로듀싱으로, 킥 드럼, 화음, 당김음 소리의 손뼉 소리, 브리지 등이 포함되어 있다.
노래 내에서는 로드리고가 가슴앓이 끝에 견딘 "다면적인" 감정을 풀어낸다. 2021년 1월 4일 노래 발매가 있을 것이라 발표하기 이전에도, 2020년에 여러 달에 걸쳐 소셜 미디어를 통해 노래 관련 게시물을 올리기도 하였다. 공식 뮤직 비디오는 로드리고가 운전 면허 취득 후 교외를 돌며 면허를 따라고 권유하던 과거의 기억속을 회상한다는 내용으로, 노래 발매와 동시에 유튜브에서 공개되었다. 노래 공개 후 음악 평단으로부터 찬사를 받았다. 특히 비평가들은 카타르시스적인 송라이팅과 감성적인 보컬, 프로듀싱 등을 극찬하였으며, 동시에 테일러 스위프트와 로드의 영향을 강하게 받았다고 언급하였다.
‘drivers license’는 크리스마스 노래 제외 하루동안 가장 많이 스트리밍된 스포티파이 기록(발매 3일 후 달성)과 스포티파이 및 아마존 뮤직에서 발매 후 1주일 동안 가장 많이 팔린 노래 등 여러 기록을 깼다. 또한 미국 빌보드 핫 100 차트에서 역사상 가장 압도적인 1위 차지 및, 첫 주에 1위를 달성한 최연소 아티스트라는 기록을 달성하였다. 미국 음반 산업 협회로부터 더블 플래티넘 인증을 받았으며, 이외에도 벨기에, 덴마크, 핀란드, 이스라엘, 말레이시아, 포르투갈, 싱가포르를 포함한 많은 국가의 차트에서 1위를 차지하였으며, 오스트레일리아, 캐나다, 뉴질랜드, 아일랜드, 영국에서는 몇 주 동안 1위를 차지하였다. 브라질, 프랑스, 독일, 이탈리아, 스페인 등에서도 톱 10 안에 드는 기염을 토하였다.
제64회(2022) 그래미상 올해의 레코드·노래상 후보곡이다.

## 배경 및 발매
로드리고는 2019년 디즈니+의 모큐멘터리 시리즈인 하이 스쿨 뮤지컬: 더 뮤지컬: 더 시리즈(High School Musical: The Musical: The Series)에 출연하였다. 작품에서 연기하는 동안 로드리고는 사운드트랙에서 ‘All I Want’라는 곡을 스스로 만들어 수록시켰으며, 시간이 지나 미국에서 유닛이 50만이 넘게 팔리면서 미국 음반 산업 협회(RIAA)로부터 골드를 인증받게 되었다. 해당 작품은 2021년 시즌 2로 다시 돌아온다. 한편 로드리고는 2020년, 인터스코프 레코드의 자회사인 게펀 레코드와 2021년에 익스텐디드 플레이를 발매하는 조건으로 계약을 하였다.

## 작곡 및 작사
피아노가 주 악기로 연주되는 ‘drivers license’는 음악적으로 베드룸 팝, 인디 팝, 파워 팝에 포크와 인디 록의 요소가 약간 추가된 노래이다. 로드리고가 자신이 겪은 가슴앓이 이후 방향을 잃은 데에 영감을 받아 만들어졌다. 프로듀서인 댄 니그로와 함께 이 곡을 만들었다.
보그와의 인터뷰에서 로드리고는 아포스트로피(Driver's License가 아닌 Drivers License)를 사용하지 않은 것과 "I've never felt this way for no one"이라는 가사에 이중부정이 사용되었다는 문법적 오류를 인정하였다.

## 뮤직 비디오
‘drivers license’의 뮤직 비디오는 매튜 딜론 코언이 맡았다. 비네트의 미학으로 영상을 만들었으며, 로드리고의 마음의 상처에서 치유되는 모습을 묘사하고 있다. 비디오 내에서 로드리고는 운전 면허증을 받지만, 자신이 꿈꾸던 옛 애인의 집에 가는 것이 아니라 교외의 샛길을 정처 없이 운전하는 자신을 발견한다. 이후 로드리고는 짧았던 관계에서 일어났던 순간을 회상한다. 영상 초반에는 행복한 기억만 하지만, 결국 전 애인의 모든 것들이 로드리고에게 맞닥뜨리게 된다는 내용을 가지고 있다. 뮤직 비디오는 영상의 비주얼 부분에서 호평을 받았다.

## 크레딧
크레딧은 타이달에서 발췌하였다.
- 올리비아 로드리고 – 리드 보컬, 작사 및 작곡
- 댄 니그로 – 프로듀서, 작사 및 작곡, 레코딩 엔지니어
- 랜디 메릴 – 마스터링 엔지니어
- 미치 매카시 – 믹싱

## 곡 목록
CD single
1. "Drivers License" – 4:04
2. "Drivers License" (radio edit) – 3:48
3. "Drivers License" (instrumental) – 4:02

## 같이 보기
- 2021년 빌보드 핫 100 차트 1위 목록